# TO-23
Se denomina TO-23 al acceso este a Toledo, que comienza en la  N-400  al final de Santa María de Benquerencia y concluye en la salida 73 de la  A-42 .
- Datos: Q3512277